# Volujac (Bośnia i Hercegowina)
Volujac (cyr. Волујац) – wieś w Bośni i Hercegowinie, w Republice Serbskiej, w mieście Trebinje. W 2013 roku liczyła 88 mieszkańców.